# Lojze Perko
Lojze Perko, slovenski slikar, * 21. april 1909, Stari trg pri Ložu, † 19. junij 1980, Ljubljana. Je eden treh velikih slikarjev Notranjske.

## Zgodnja leta in študij
Perko se je rodil 21. aprila 1909 v Starem trgu pri Ložu; oče Dragotin je bil brivec, mati Terezija roj. Telešman gospodinja, družina je bila revna. Imela sta 16 otrok, ki pa so večinoma umrli še majhni, ostali so le trije bratje in dve sestri. Lojze (Alojz) se je rodil kot deseti sin. Že od malega je želel postati umetnik, slikar. Po končani osnovni šoli je bil najprej pleskarski vajenec, nato fotograf, za šolo na Dunaju ni bilo denarja. Pri 27-ih letih je bil sprejet na Srednjo tehnično šolo v Ljubljani, ki je imela tudi smer za oblikovanje, vodil jo je slikar in kipar France Kralj; končal jo je leta 1939. Želel se je vpisati na Akademijo likovnih umetnosti v Zagrebu, predložena dela so bila ustrezna, zavrnjen je bil zaradi starosti. Odpravil se je študirat v Sofijo na Umetnostno akademijo, a se moral leta 1941 ob izbruhu druge svetovne vojne vrniti. Študij je nadaljeval leta 1945 na Akademiji likovnih umetnosti v Beogradu in diplomiral leta 1949.

## Delo
Naselil se je v Kamniku, kjer si je ustvaril družino, obenem pa se še dodatno izpopolnjeval v ateljeju P. Lubarde na Cetinju. Leta 1968 se je naselil v Dolenji vasi blizu Cerknice. Tam si je uredil slikarsko delavnico in slikal pokrajino kar iz delavnice. Večina njegovih slik zato prikazuje motive iz Notranjske, občasno pa je potoval po drugih slovenskih pokrajinah, ki jih je tudi upodobil na svojih slikah.
Lojze Perko se je osredotočil na dva predmeta slikanja. Prvi prikazuje čisto pokrajino, drugi pa zajema povezavo krajine s človekom (obdelovanje zemlje, družabne navade – pust, pogreb …). Poleg slikanja v olju se je Perko ukvarjal tudi z akvarelom, risbo in ilustracijo. Med drugimi je  ilustriral tudi Levstikovega Martina Krpana (1942).
Bibliografija Lojzeta Perka v katalogu slovenskega knjižničnega informacijskega sistema (COBISS) obsega 51 enot.
Umrl je v Ljubljani za posledicami prometne nesreče.

## Razstave
V naslednjih dveh izbirnih seznamih so najprej navedene razstave, pri katerih so bila razstavljena ali le Perkova dela ali skupaj s še enim oziroma dvema avtorjema, na drugem pa skupinske razstave v času Perkovega življenja.
- 1940 MARIBOR, Bela dvorana Sokolskega doma (Herman Pečarič in Lojze Perko)
- LJUBLJANA, »Salon Kos« v pasaži nebotičnika (Herman Pečarič in Lojze Perko)
- 1941 LJUBLJANA, Galerija Obersnel
- 1951 LJUBLJANA, Mladinska knjiga - »Salon Kos« (Lojze Perko in Herman Pečarič)
- 1954 LJUBLJANA, Mala galerija, Razstava otroškega portreta ob »Tednu otroka« (Marjan Keršič in Lojze Perko)
- 1957 POSTOJNA, Osnovna šola, Razstava notranjskih slikarjev (Maksim Gaspari in Lojze Perko)
- 1960 NOVO MESTO, Dolenjski muzej, 28. 12. 1960 - 21. 1. 1961
- 1962 LJUBLJANA, Šahovska dvorana / Hotel »Union«, Mala retrospektivna razstava Lojzeta Perka
- 1965 LJUTOMER, Galerija Ante Trstenjaka
- BLED, Festivalna dvorana (Aleksander Kovač in Lojze Perko)
- 1969 CERKNICA, Salon industrije pohištva »Brest« (Dore Klemenčič - Maj in Lojze Perko)
- SLOVENJ GRADEC, Umetnostni paviljon, Retrospektivna razstava ob Perkovi 60-letnici
- 1970 LJUBLJANA, »Metalka« (Marjan Keršič in Lojze Perko)
- 1973 ŠKOFJA LOKA, Galerija na gradu (Marjan Keršič in Lojze Perko)
- 1975 VELENJE, Galerija Kulturnega centra »Ivan Napotnik«
- ŠOŠTANJ, Dom kulture
- 1977 SEŽANA, Mala galerija
- 1978 VELENJE, Galerija na Velenjskem gradu, Stalna postavitev del L. Perka
- 1979 STARI TRG PRI LOŽU, Dom Partizana, Jubilejna razstava ob 70-letnici rojstva
- KAMNIK, Razstavišče »Veronika«, Jubilejna razstava ob 750-letnici mesta Kamnik
- 1991 MOZIRJE, Galerija Mozirje; 14. 2. 1991 - 1. 3. 1992, Lojze Perko
- 1993 VELENJE, Galerija na Velenjskem gradu, Lojze Perko
- 1999 MENGEŠ, Kulturni dom; 18. 12. 1999 - 5. 3. 2000, Lojze Perko - Spominska razstava
- 2000 RADOVLJICA, Galerija Šivčeva hiša, Lojze Perko, 1909-1980
- 2001 CERKNICA, Knjižnica Jožeta Udoviča, Maksim Gaspari, Lojze Perko in Franjo Sterle
- 2005 LJUBLJANA, Poslovni center Mercator, Nikolaj Omersa in Lojze Perko
- 2009 KOZARŠČE, Grad Snežnik, Lojze Perko
- 2020 NOVO MESTO, Galerija Dolenjskega muzeja, Lojze Perko: Med viharjem in jasnino
- 2021 KAMNIK, Galerija Miha Maleš, Lojze Perko: Med viharjem in jasnino

- 1941 LJUBLJANA, Batova palača, Razstava učencev prof. Franceta Kralja na državni obrtni šoli
- 1951 BEOGRAD, Akademija likovnih umetnosti, Razstava diplomantov
- 1953 POSTOJNA, Osnovna šola (M. Gaspari, V. Cotič, I. Zajec, F. Smerdu, F. Sterle, L. Vilhar in L. Perko)
- 1955 LJUBLJANA, Moderna galerija, Razstava »Slovenska umetnost po osvoboditvi 1945-1955«
- 1957 NOVO MESTO, Dolenjski muzej. Ob občinskem prazniku (B. Jakac, I. Mole in L. Perko)
- 1958 KAMNIK, Razstavišče »Veronika« Kamniški likovni umetniki (K. Zelenko, M. Bergant, Kestner, P. Mihelič in L. Perko)
- 1964 NOVO MESTO, Dolenjska galerija, Ob otvoritvi galerije (B. Borčič, I. Čargo, Z. Didek, J. Germ, J. Gorjup, B. Jakac, T. Kralj,
          M. Kugler, V. Lamut, M. Langus, M. Maleš, F. Mihelič, J. Savinšek, F. Stiplovšek, V. Štoviček, I. Vavpotič, F. Vesel in L. Perko)
- LJUBLJANA, Mestna galerija, Letna razstava članov Društva slovenskih likovnih umetnikov
- 1965 BLED, Festivalna dvorana (J. Bernik, S. Batič, I. Šubic, R. Kotnik, V. Makuc, M. Sedej, M. Keršič, S. Tihec, A. Kovač, L. Perko in drugi)
- KOSTANJEVICA NA KRKI, Lamutov salon
- LJUBLJANA, Mestna galerija
- 1966 KRANJ, Gorenjski muzej, Razstava gorenjskih likovnih umetnikov
- ŠKOFJA LOKA, Galerija na gradu; Prenos razstave iz Kranja
- LJUBLJANA, Mestna galerija, Letna razstava članov Društva slovenskih likovnih umetnikov
- 1971 RAVNE NA KOROŠKEM, Likovni salon, Slikarska kolonija »Ravne 71« (F. Boštjan, L. Pandur, O. Polak, L. Ravnikar, I. Seljak-Čopič, J. Vidic in L. Perko)
- 1976 KOSTANJEVICA NA KRKI, Lamutov salon, »Zlati oktober« ob 20. letnici Dolenjskega kulturnega festivala (L. Bratuš, J. Centa, F. Godec, G. Humek,
          B. Jakac, B. Kobe, M. Koritnik, J. Kovačič, M. Kugler, N. Omersa, L. Perko, M. Pliberšek, V. Povše in F. Slana)
- LJUBLJANA, Moderna galerija, Letna razstava članov Društva slovenskih likovnih umetnikov
- 1977 LJUBLJANA, Moderna galerija, Letna razstava članov Društva slovenskih likovnih umetnikov
- 1978 RAVNE NA KOROŠKEM, Razstava slikarskih kolonij 1970-1977
- 1979 GRASSAU (ZR Nemčija), Klub jugoslovanskih delavcev, Umetniške upodobitve Velenja in okolice«

## Družina
Leta 1945 se je poročil z učiteljico Jožefo Gabrovec. Imela sta štiri otroke: Veroniko (1946), Tomaža (1947), Valentina (Tineta, 1950) in Andreja (1953). Veronika je postala učiteljica izraznega plesa, Tomaž akademski slikar, Tine filmski snemalec, Andrej pa psiholog.
Ko se je leta 1968 preselil v Dolenjo vas pri Cerknici, je njegova družina ostala v Kamniku.